# مت دوتی
مت دوتی (انگلیسی: Matt Doughty؛ زادهٔ ۲ نوامبر ۱۹۸۱) بازیکن فوتبال اهل بریتانیا است.
از باشگاه‌هایی که او در آن بازی کرده‌، می‌توان به باشگاه فوتبال وارینگتون تاون، باشگاه فوتبال آلترینچام، باشگاه فوتبال هاید، باشگاه فوتبال ویتون آلبیون، باشگاه فوتبال روچدیل، باشگاه فوتبال ترادفورد و باشگاه فوتبال آکرینگتون استنلی اشاره کرد.